# Ай-Лонгъёхан
Ай-Лонгъёхан (устар. Малый Лонг-Юган) — река в России, протекает по Надымскому району Ямало-Ненецкого АО. Устье реки находится в 243 км по левому берегу реки Хейгияха. Длина реки составляет 86 км.

## Данные водного реестра
По данным государственного водного реестра России относится к Нижнеобскому бассейновому округу, водохозяйственный участок реки — Надым, речной подбассейн реки — подбассейн отсутствует. Речной бассейн реки — Надым.
Код объекта в государственном водном реестре — 15030000112115300050248.